# Bill Hook
William Edward „Bill“ Hook (* 28. Mai 1925 in New Rochelle; † 10. Mai 2010 in Silver Spring) war ein Schachspieler der Britischen Jungferninseln. Er feierte 1980 bei der Schacholympiade auf Malta seinen größten Erfolg mit dem Gewinn der Goldmedaille für die beste Punkteausbeute am ersten Brett. Insgesamt vertrat Hook sein Land in der Nationalmannschaft bei 17 Olympiaden und war zuletzt im Jahr 2008 bei der Olympiade in Dresden mit 83 Jahren der älteste Teilnehmer.

## Leben
Bill Hook wuchs als einziger Sohn finnischer Eltern in den Vereinigten Staaten im Bundesstaat New York auf, wo seine Eltern in New Rochelle als Hausbedienstete arbeiteten. Er erlernte das Schachspiel mit 15 Jahren von einem Freund, das tiefere Interesse am Schach entspann sich drei Jahre später, 1943, als er wegen Tuberkulose fünfzehn Monate in einem Krankenhaus in Westchester County verbringen musste. Die Krankheit wurde bei einer medizinischen Untersuchung anlässlich seiner Musterung entdeckt und bewahrte ihn, 18-jährig, vor einem Einsatz im Zweiten Weltkrieg. Während der Zeit im Hospital spielte er Fernschach und las von der New York Academy of Chess and Checkers (New Yorker Akademie für das Schach- und Damespiel). Der Klub war in Manhattan in der 42nd Street ansässig und seit den 1920er Jahren als Fisher’s bekannt. Neben dem Namen des Besitzers Harold Fisher trug er zusätzlich in den 1960er Jahren wegen der Nachbarschaft zu einem Flohzirkus und des schäbigen Interieurs auch den Spitznamen The Flea House. Nach seiner Genesung ging Hook über 25 Jahre lang dort ein und aus, spielte Schach um Geld, traf berühmte Spieler wie Miguel Najdorf und Arturo Pomar und spielte Partien mit Prominenten wie Marcel Duchamp und Stanley Kubrick, der in den 1950er Jahren noch als Fotograf arbeitete.
Zu dieser Zeit begegnete Hook auch mehrmals der junge Bobby Fischer auf Schnellturnieren in New York, dessen Talent sich bereits damals ankündigte. Hook schlug den kleinen Fischer viermal in Folge, bis er ihm eines Tages bei einem Turnier im Manhattan Chess Club unterlag, dabei die Energie des Jungen förmlich spürte und danach keine Partie mehr gegen Fischer gewann.
Bill Hook war wegen der Nachwirkungen seiner Tuberkuloseerkrankung nicht arbeitsfähig und schrieb sich an einer Kunsthochschule ein. Mit dem Malen bestritt er zeitweise seinen Lebensunterhalt, seine berufstätige Frau Mimi trug einen weiteren Teil bei. Das Paar hatte eine gemeinsame Leidenschaft – das Reisen. Eine ihrer Expeditionen, 1960 in die Karibik, war der Ausgangspunkt für ihr künftiges zweites Domizil auf Cooper Island, einer Insel der British Virgin Islands, für deren Nationalmannschaft er auf zahlreichen Olympiaden am ersten und zweiten Brett Schach spielte. Die Hooks erwarben 1962 ein Stück Land auf Cooper Island und errichteten dort über die Jahre hinweg ein Haus, das sie über 40 Jahre lang neben ihrem Wohnsitz in den USA – seit 1969 etwas außerhalb von Washington, D.C. – regelmäßig über Wochen oder Monate nutzten. Im Jahr 2005 verkaufte Bill Hook dieses Anwesen, allerdings mit der Option, es über 5 Jahre hinweg einen Monat jährlich bewohnen zu können.
Bill Hook verstarb 2010, wenige Wochen vor seinem 85. Geburtstag, in Silver Spring.

### Schacholympiaden
Seinen ersten olympischen Auftritt hatte Hook im vergleichsweise hohen Alter von 43 Jahren bei der 18. Schacholympiade in Lugano 1968 mit der Mannschaft der US Virgin Islands. Bis auf die Jahre 1972 sowie 1996 bis 2000 spielte er auf allen weiteren Olympiaden, insgesamt 16 Mal. Im Jahr 1970 traf er bei der Olympiade in Siegen unverhofft – etwa 15 Jahre nach ihrer ersten Begegnung – erneut auf Bobby Fischer, der zwei Jahre später Weltmeister werden sollte. Hook kam mit den schwarzen Steinen gut aus der Eröffnung heraus, hatte etwa 30 Minuten Bedenkzeitvorteil, verlor aber nach 28 Zügen (siehe Diagrammstellung unten).
Wegen eines Konflikts mit dem Leiter der Schachföderation der US Virgins Islands, wurde Hook für die nachfolgende Olympiade, 1972 in Skopje, nicht berücksichtigt und aus dem Team genommen. Im Januar 1974 regte er daraufhin die Gründung der Schachföderation der British Virgin Islands an, die noch rechtzeitig vor der Olympiade in Nizza die Teilnahmezusage des Weltschachverbandes FIDE erhielt. Von da an spielte Bill Hook für die Britischen Jungferninseln, mit Ausnahme der Olympiade 1992 auf den Philippinen, wo aufgrund des hohen finanziellen Reiseaufwandes eine kombinierte Mannschaft aus beiden Inselgruppen unter der Flagge der US Virgins Islands antrat.
Bei der Schacholympiade 1980 im maltesischen Valletta erspielte Hook am ersten Brett 11,5 Punkte aus 14 Partien, auch begünstigt durch schwächere Gegner, die er aufgrund der schwachen Leistung seiner Mannschaftskameraden und somit aufgrund des Schweizer Systems zugelost bekam. In der ersten Runde bezwang er den finnischen Großmeister Heikki Westerinen und verlor nur eine Partie bei drei Remisen. Schließlich gewann er die Goldmedaille für die beste Leistung am Spitzenbrett, er erzielte dabei eine Elo-Performance von 2501. Anatoli Karpow, der damalige Schachweltmeister und Olympiasieger mit der sowjetischen Mannschaft, musste sich mit dem vierten Platz begnügen. Zwei Jahre nach diesem Erfolg ließen die Britischen Jungferninseln vier Briefmarken mit Schachmotiven auflegen, eine zeigt die Vorder- und Rückseite von Hooks Goldmedaille, eine weitere die Schlüsselstellung nach dem Gewinnzug aus Hooks Partie in der letzten Runde gegen den Kenianer Kanani.
Hooks letzte Elo-Zahl betrug 1996, seine höchste Elo-Zahl von 2275 erreichte er 1981. Seine höchste historische Elo vor Einführung der Elo-Zahl lag bei 2441 im Mai 1969.

### Abseits des Schachbretts
Neben dem Malen entwickelte Hook ab 1957 eine Leidenschaft für das Fotografieren, auf seinen Reisen wählte er vorrangig Friedhöfe mit deren Grabanlagen und Statuen als Motiv. Auf Schacholympiaden standen Schachspielerporträts im Vordergrund, die er auch an Schachzeitschriften, Zeitungen und Nachrichtenmagazine verkaufte. Im Frühjahr 2008 veröffentlichte Bill Hook seine Memoiren: Hooked on Chess (Süchtig nach Schach).

## Die Partie Fischer – Hook
|   | a | b | c | d | e | f | g | h |   |
| 8 |   |   |   |   |   |   |   |   | 8 |
| 7 |   |   |   |   |   |   |   |   | 7 |
| 6 |   |   |   |   |   |   |   |   | 6 |
| 5 |   |   |   |   |   |   |   |   | 5 |
| 4 |   |   |   |   |   |   |   |   | 4 |
| 3 |   |   |   |   |   |   |   |   | 3 |
| 2 |   |   |   |   |   |   |   |   | 2 |
| 1 |   |   |   |   |   |   |   |   | 1 |
|   | a | b | c | d | e | f | g | h |   |

Stellung nach 26. … Kd8–e7
Bei der Schacholympiade 1970 in Siegen kam es in der fünften Runde zu der Begegnung zwischen den Jungferninseln und den USA. Damals wurde noch in Vorrundengruppen gespielt, in denen man sich für die Finalrunden qualifizieren musste. Bill Hook spielte am ersten Brett gegen Bobby Fischer, der sich damals in seiner stärksten Leistungsphase befand und am Ende des Jahres überzeugend das Interzonenturnier zur Qualifikation um die Weltmeisterschaft gewann.
Nach einer Französischen Verteidigung Hooks wurde schließlich die Diagrammstellung erreicht, Hook wich nach dem Turmschach auf d1 mit seinem König nach e7 aus und ermöglichte eine kleine Kombination Fischers:
27. Le3xc5+ b6xc5
28. Tf6xe6+!
und Hook gab die Partie auf, der Turm kann wegen Df6 matt nicht geschlagen werden, auf Kf8 verliert Schwarz die Dame auf e8 mit hoffnungsloser Stellung.